# Приехали на конкурс повара
«Приехали на конкурс повара…» (арм. Խոհարարները եկել են մրցույթի) — советский телевизионный художественный фильм-комедия режиссёра Нерсеса Оганесяна, снятый на киностудии «Арменфильм» в 1977 году. Премьерный показ по Первой программе ЦТ состоялся 26 декабря 1978 года.

## Сюжет
Для участия во всесоюзном конкурсе поваров в Москву прибывает делегация из Армении. Амо Степанян, Татул Папахчян и их руководитель Ерванд Бабеевич по прозвищу «Маэстро» уверены в победе и мечтают о международном конкурсе в Будапеште. Готовят они действительно прекрасно, но череда приключений, захватившая армянских поваров в Москве, может помешать им выиграть конкурс.

## В ролях
- Армен Джигарханян — Амо
- Ерванд Манарян — Ерванд
- Степан Арутюнян — Татул
- Евгения Симонова — Наташа Земляникина
- Борис Щербаков — Володя
- Ирина Мурзаева — Клавдия Ивановна
- Владимир Басов — Владислав Константинович, учитель танца и вокала
- Ара Бабаджанян[арм.] — Стефанэ
- Евгений Перов — Василий Васильевич, председатель жюри, озвучивание Юрия Саранцева
- Валентин Брылеев — член жюри
- Наталья Гицерот — председатель приемной комиссии
- Лариса Кронберг — администратор
- Вячеслав Гостинский — организатор конкурса
- В эпизодах: П. Шакарян, А. Голик, Н. Лихачёв, Т. Власова, Левон Батикян, Евгений Красавцев, С. Дмоховская, Лариса Маркарьян.

## Съёмочная группа
- Режиссёр-постановщик — Нерсес Оганесян
- Текст песни — Андрей Дементьев
- Песню исполняет — Иосиф Кобзон
- Соло на фортепиано — Арно Бабаджянян
- Звукооператор — Роланд Казарян

## Дополнительные факты
- премьера — 26 декабря 1978 г.